# Tshopo (provins)
Tshopo  er en provins i Den Demokratiske Republik Congo. Den er en af de 21 provinser, der blev oprettet ved opdelingen i 2015. Den ligger i den nordlige centrale del af landet ved Tshopofloden, som den har navn efter.
Tshopo, Bas-Uele, Haut-Uele og Ituri provinserne er resultatet af opdelingen af den tidligere provins Orientale. Tshopo blev dannet af Tshopo-distriktet og den uafhængige administrationsby Kisangani, som beholdt sin status som provinshovedstad.
Befolkningen blev i 2020 anslået til 2.829.700 mennesker.

## Historie
Fra 1963 til 1966 blev området konstitueret som provinsen Haut-Congo (Øvre Congo). Den blev fusioneret med provinsen Orientale i 1966, som det separate distriktet Tshopo og byen Kisangani.
Præsidenterne (senere guvernører) i Haut-Congo var:
- 1963 – 26. juni 1963: Georges Grenfell (f. 1908)
- 26. juni 1963 – 1964: Paul Isombuma
- 1964 – august 1964: François Aradjabu
- August 1964 – 5. november 1966: Jean Marie Alamazani

Tshopo fik provinsstatus igen i 2015, da Tshopo-distriktet og byen Kisangani blev sammenlagt til provinsen Tshopo.

## Inddeling
Provinshovedstaden er byen Kisangani, og provinsen er inddelt i 7 territorier:
- Bafwasende
- Banalia
- Basoko
- Isangi
- Opala
- Ubundu
- Yahuma